# Serie D 2007-2008
La Serie D 2007-2008 è stata la 60ª edizione del campionato di categoria.

## Stagione

### Aggiornamenti
Il numero delle squadre e la composizione dei gironi sono stati confermati dopo la riunione del Consiglio Direttivo del Comitato Interregionale svoltasi il 1º agosto 2007. Già il 13 luglio erano state escluse dal campionato il Cosenza, il Ragusa e il neopromosso Alcamo, aprendo così la porta ai ripescaggi di Renate, Saluzzo, Rivignano e Sestese di Sesto Fiorentino, mentre sono stati più avanti risolti i problemi incontrati in un primo momento dal Montevarchi.
Una squadra, il Giaveno, ha assunto il nome di Lottogiaveno per ragioni di sponsor. La neopromossa Crociati Parma ha trasferito la propria sede a Noceto (dove giocava già nella stagione precedente) cambiando denominazione in Crociati Noceto. Si sono verificate, inoltre, diverse fusioni: il neopromosso Favria ha scelto di unirsi al Rivoli Collegno nel Rivoli; l'Orbassano ha ceduto il proprio titolo sportivo al Ciriè; l'Eurocalcio Cassola, fusosi con il Tezze sul Brenta, è diventato Eurotezze; il Fo.Ce. Vara, di comune accordo con il Luni, ha dato vita al Fo.Ce. Lunezia; l'Avezzano, dopo il mancato accordo con il Valle del Giovenco, ha ceduto il proprio titolo sportivo al Luco Canistro; il Cosenza e il Rende si sono fuse nella Fortitudo Cosenza; il Comiso ha contribuito, nonostante il parere avverso della tifoseria, a ridare lustro al Vittoria.
Oltre all'Alghero, dato erroneamente come principale candidato al ripescaggio in Serie C2 dopo l'esclusione dal campionato del Tempio e prima della presentazione dei documenti necessari per l'iscrizione al campionato da parte del Calcio Caravaggese, sono state inserite Casale e Sibilla Cuma, rispettivamente vincitrice e finalista dei play-off dell'anno precedente, parzialmente risarcite per il mancato ripescaggio tra i professionisti con l'iscrizione gratuita al campionato di questa stagione.

## Partecipanti

### Girone A
- Alessandria
- Biellese
- Casale
- Ciriè
- Derthona
- Imperia
- Lavagnese
- Giaveno
- Novese
- Pro Belvedere
- Rivarolese
- Rivoli
- Saluzzo
- Sanremese
- Savona
- Sestrese
- Sestri Levante
- Vado

### Girone B
- Alta Vallagarina
- BaSe 96 Seveso
- Borgomanero
- Caratese
- Colognese
- Como
- Darfo Boario
- Fanfulla
- Merate
- Olginatese
- Renate
- Salò
- Sestese
- Solbiatese
- Trento
- Tritium
- Turate
- Voghera

### Girone C
- Belluno
- Itala San Marco
- Chioggia Sottomarina
- Domegliara
- Este
- Eurotezze
- Città di Jesolo
- Montebelluna
- Montecchio
- Rivignano
- Sacilese
- Sambonifacese
- Sandonà 1922
- Sanvitese
- Sarone
- Tamai
- Union Quinto
- Virtus Verona

### Girone D
- Boca San Lazzaro
- Cagliese
- Carpi
- Castel San Pietro
- Castellana
- Castellarano
- Crociati Noceto
- Fano
- Feralpi Lonato
- Giacomense
- Mezzolara
- Montichiari
- Real Cesenatico
- Real Montecchio
- Russi
- Santarcangelo
- Verucchio
- Virtus Castelfranco

### Girone E
- Armando Picchi
- Cascina
- Cecina
- Colligiana
- Figline
- Fo. Ce. Lunezia
- Forcoli
- Fortis Juventus
- Gavorrano
- Montevarchi
- Orvietana
- Pontedera
- Pontevecchio
- Sansepolcro
- Sarzanese
- Scandicci
- Sestese
- Torgiano

### Girone F
- Arrone
- Bojano
- Campobasso
- Luco Canistro
- Centobuchi
- Cologna Paese
- Grottammare
- Maceratese
- Morro d'Oro
- Narnese
- Olympia Agnonese
- Pro Vasto
- Recanatese
- R.C. Angolana
- Sangiustese
- Santegidiese
- Tolentino
- Venafro

### Girone G
- Albalonga
- Alghero
- Arzachena
- Astrea
- Bassano Romano
- Calangianus
- Castelsardo
- Cynthia
- Ferentino
- Guidonia Montecelio
- Isola Liri
- Frascati
- Monterotondo
- Morolo
- Ostia Mare
- Rieti
- Tavolara
- Villacidrese

### Girone H
- Barletta
- Bitonto
- Brindisi
- Fasano
- FC Francavilla
- Giugliano
- Gragnano
- Grottaglie
- Horatiana Venosa
- Ischia
- Lavello
- Matera
- Pomigliano
- Quarto
- San Felice Normanna
- Sapri
- Savoia
- Viribus Unitis

### Girone I
- Acicatena
- Adrano
- Angri
- Bacoli Sibilla Flegrea
- Campobello
- Casertana
- Castrovillari
- Fortitudo Cosenza
- Gelbison
- Ippogrifo Sarnese
- Modica
- Nocerina
- Paternò
- Rosarno
- Sant'Antonio Abate
- Siracusa
- Turris
- Vittoria

## Fase finale play-off
Le 9 squadre vincitrici dei play-off di girone furono divise in 3 gironi da 3 squadre ognuno in cui le cui vincitrici accederono alle semifinali, insieme alla vincente della Coppa Italia Serie D, da disputarsi in turni di andata e ritorno e la finale unica in campo neutro.

### Turno preliminare

#### Triangolare 1
|  | Pos. | Squadra        | Pt | G | V | N | P | GF | GS | DR |
|  | ---- | -------------- | -- | - | - | - | - | -- | -- | -- |
|  | 1.   | Sambonifacese  | 6  | 2 | 2 | 0 | 0 | 4  | 1  | +3 |
|  | 2.   | Armando Picchi | 1  | 2 | 0 | 1 | 1 | 1  | 2  | -1 |
|  | 3.   | Pro Belvedere  | 1  | 2 | 0 | 1 | 1 | 0  | 2  | -2 |

Legenda:
      Promossa al turno successivo.
Regolamento:
Tre punti a vittoria, uno a pareggio, zero a sconfitta.
|                | Risultati |                | Luogo e data   |
| -------------- | --------- | -------------- | -------------- |
| Armando Picchi | 1-2       | Sambonifacese  | 25 maggio 2008 |
| Pro Belvedere  | 0-0       | Armando Picchi | 28 maggio 2008 |
| Sambonifacese  | 2-0       | Pro Belvedere  | 1º giugno 2008 |
|                |           |                |                |

#### Triangolare 2
|  | Pos. | Squadra                | Pt | G | V | N | P | GF | GS | DR |
|  | ---- | ---------------------- | -- | - | - | - | - | -- | -- | -- |
|  | 1.   | Montichiari            | 4  | 2 | 1 | 1 | 0 | 5  | 3  | +2 |
|  | 2.   | Tritium                | 2  | 2 | 0 | 2 | 0 | 4  | 4  | 0  |
|  | 3.   | Bacoli Sibilla Flegrea | 1  | 2 | 0 | 1 | 1 | 3  | 5  | -2 |

Legenda:
      Promossa al turno successivo.
Regolamento:
Tre punti a vittoria, uno a pareggio, zero a sconfitta.
|                        | Risultati |                        | Luogo e data   |
| ---------------------- | --------- | ---------------------- | -------------- |
| Montichiari            | 3-1       | Bacoli Sibilla Flegrea | 25 maggio 2008 |
| Bacoli Sibilla Flegrea | 2-2       | Tritium                | 28 maggio 2008 |
| Tritium                | 2-2       | Montichiari            | 1º giugno 2008 |
|                        |           |                        |                |

#### Triangolare 3
|  | Pos. | Squadra       | Pt | G | V | N | P | GF | GS | DR |
|  | ---- | ------------- | -- | - | - | - | - | -- | -- | -- |
|  | 1.   | Alghero       | 4  | 2 | 1 | 1 | 0 | 2  | 1  | +1 |
|  | 2.   | Barletta      | 4  | 2 | 1 | 1 | 0 | 1  | 0  | +1 |
|  | 3.   | R.C. Angolana | 0  | 2 | 0 | 0 | 2 | 1  | 3  | -2 |

Legenda:
      Promossa al turno successivo.
Regolamento:
Tre punti a vittoria, uno a pareggio, zero a sconfitta.
|               | Risultati |               | Luogo e data   |
| ------------- | --------- | ------------- | -------------- |
| Barletta      | 0-0       | Alghero       | 25 maggio 2008 |
| R.C. Angolana | 0-1       | Barletta      | 28 maggio 2008 |
| Alghero       | 2-1       | R.C. Angolana | 1º giugno 2008 |
|               |           |               |                |

### Semifinali
Alle semifinali hanno accesso la Sambonifacese, il Montichiari, l'Alghero e la Colligiana (come finalista di coppa Italia.).
|               | Risultati |               | Luogo e data   |
| ------------- | --------- | ------------- | -------------- |
| Alghero       | 0-0       | Colligiana    | 8 giugno 2008  |
| Colligiana    | 2-0       | Alghero       | 15 giugno 2008 |
|               |           |               |                |
| Montichiari   | 2-2       | Sambonifacese | 8 giugno 2008  |
| Sambonifacese | 3-0       | Montichiari   | 15 giugno 2008 |
|               |           |               |                |

### Finale
|            | Risultati |               | Luogo e data          |
| ---------- | --------- | ------------- | --------------------- |
| Colligiana | 0-3       | Sambonifacese | Carpi, 22 giugno 2008 |
|            |           |               |                       |

## Poule scudetto
Lo Scudetto Dilettanti viene assegnato dopo un torneo fra le vincitrici dei 9 gironi. Vengono divise in 3 triangolari le cui vincitrici, più la migliore seconda, accedono alle semifinali, da disputarsi in turni di andata e ritorno e la finale unica in campo neutro.

### Turno preliminare

#### Triangolare 1
|  | Pos. | Squadra         | Pt | G | V | N | P | GF | GS | DR |
|  | ---- | --------------- | -- | - | - | - | - | -- | -- | -- |
|  | 1.   | Itala San Marco | 4  | 2 | 1 | 1 | 0 | 4  | 3  | +1 |
|  | 2.   | Como            | 3  | 2 | 1 | 0 | 1 | 5  | 3  | +2 |
|  | 3.   | Alessandria     | 1  | 2 | 0 | 1 | 1 | 1  | 4  | -3 |

Legenda:
      Promossa al turno successivo.
Regolamento:
Tre punti a vittoria, uno a pareggio, zero a sconfitta.
|                 | Risultati |                 | Luogo e data   |
| --------------- | --------- | --------------- | -------------- |
| Como            | 2-3       | Itala San Marco | 11 maggio 2008 |
| Alessandria     | 0-3       | Como            | 14 maggio 2008 |
| Itala San Marco | 1-1       | Alessandria     | 18 maggio 2008 |
|                 |           |                 |                |

#### Triangolare 2
|  | Pos. | Squadra     | Pt | G | V | N | P | GF | GS | DR |
|  | ---- | ----------- | -- | - | - | - | - | -- | -- | -- |
|  | 1.   | Sangiustese | 4  | 2 | 1 | 1 | 0 | 2  | 1  | +1 |
|  | 2.   | Figline     | 2  | 2 | 0 | 2 | 0 | 2  | 2  | 0  |
|  | 3.   | Giacomense  | 1  | 2 | 0 | 1 | 1 | 3  | 4  | -1 |

Legenda:
      Promossa al turno successivo.
Regolamento:
Tre punti a vittoria, uno a pareggio, zero a sconfitta.
|             | Risultati |             | Luogo e data   |
| ----------- | --------- | ----------- | -------------- |
| Giacomense  | 1-2       | Sangiustese | 11 maggio 2008 |
| Figline     | 2-2       | Giacomense  | 14 maggio 2008 |
| Sangiustese | 0-0       | Figline     | 18 maggio 2008 |
|             |           |             |                |

#### Triangolare 3
|  | Pos. | Squadra             | Pt | G | V | N | P | GF | GS | DR |
|  | ---- | ------------------- | -- | - | - | - | - | -- | -- | -- |
|  | 1.   | Fortitudo Cosenza   | 4  | 2 | 1 | 1 | 0 | 5  | 4  | +1 |
|  | 2.   | San Felice Normanna | 3  | 2 | 1 | 0 | 1 | 6  | 4  | +2 |
|  | 3.   | Isola Liri          | 1  | 2 | 0 | 1 | 1 | 1  | 4  | -3 |

Legenda:
      Promossa al turno successivo.
Regolamento:
Tre punti a vittoria, uno a pareggio, zero a sconfitta.
|                     | Risultati |                     | Luogo e data   |
| ------------------- | --------- | ------------------- | -------------- |
| San Felice Normanna | 3-0       | Isola Liri          | 11 maggio 2008 |
| Isola Liri          | 1-1       | Fortitudo Cosenza   | 14 maggio 2008 |
| Fortitudo Cosenza   | 4-3       | San Felice Normanna | 18 maggio 2008 |
|                     |           |                     |                |

### Semifinali
|                     | Risultati |                     | Luogo e data   |
| ------------------- | --------- | ------------------- | -------------- |
| Sangiustese         | 2-0       | San Felice Normanna | 25 maggio 2008 |
| San Felice Normanna | 3-0       | Sangiustese         | 1º giugno 2008 |
|                     |           |                     |                |
| Itala San Marco     | 1-2       | Fortitudo Cosenza   | 25 maggio 2008 |
| Fortitudo Cosenza   | 2-0       | Itala San Marco     | 1º giugno 2008 |
|                     |           |                     |                |

### Finale
|                     | Risultati |                   | Luogo e data             |
| ------------------- | --------- | ----------------- | ------------------------ |
| San Felice Normanna | 3-1       | Fortitudo Cosenza | Tolentino, 9 giugno 2008 |
|                     |           |                   |                          |